# Іргіз-Тургайський державний природний резерват
Іргиз-Тургайський державний природний резерват (каз. Ырғыз-Торғай мемлекеттік табиғи резерваты) розташований в Іргизькому районі Актюбінської області, в зоні північних пустель. Охоронювані ландшафти — долина річки. Тургай з болотистими луками та верболозами, водно-болотні угіддя та великі рівнини зі злаково-полиною та багаторічно-солянковою рослинністю.
Створено постановою Уряду Республіки Казахстан № 109 «Про створення державної установи „Іргіз-Тургайський державний природний резерват“ Комітету лісового та мисливського господарства Міністерства сільського господарства Республіки Казахстан» від 14 лютого 2007 року з метою охорони та відновлення бетпакдалінської популяції сайгака, а також водно-болотних угідь, степових та пустельних ландшафтів.
Із загальної площі 52 000 гектарів — земельна ділянка, що розташовувалася на території Тургайського державного природного заказника, а також землі запасу на території Іргизького району загальною площею 711 549 гектарів.
Іргиз-Тургайський резерват є найбільшою природною територією Казахстану, що особливо охороняється, що є юридичними особами.